# 拜伦·尼尔森
约翰·拜伦·尼尔森（英語：John Byron Nelson, Jr.，1912年2月4日—2006年9月26日），美国高尔夫球运动员。
尼尔森于1935年开始参加职业高尔夫球比赛，1945年连续夺得11场美巡赛胜利，感受不到挑战的他于1946年即宣布退役，隐居在得克萨斯。
1968年，美巡赛中的达拉斯公开赛更名为拜伦·尼尔森公开赛。

## 外部連結
- 拜伦·尼尔森用锦标赛来缅怀